# بدر (موريتانيا)
قرية بدر هي قرية تقع على بعد 103 كلم شرق العاصمة الموريتانية نواكشوط على طريق الأمل قريبة من منتصف المسافة بين مقاطعتي بوتلميت وواد الناقة، تأسست عام 1995 وهي تابعة لأبي تلميت، يقدر عدد سكانها بما يقارب 400 نسمة ، ويمر طريق الأمل من وسط القرية، وفي الشمال الغربي للقرية يقع علب «إينو» الشهير.

## التأسيس
كانت بداية تأسيس القرية هو حفر بئر بدر مع نهاية الثمانينيات وبداية التسعينيات من القرن الماضي، ولكن أهل القرية لم يسكنوها إلا مع حلول عام 1995 وهو العام الذي شهد إدخال الماء للقرية.

## المحظرة
في عام 1999 افتتحت المحظرة الخاصة بالقرية لتدريس القرآن وعلومه من أجل أن يدرس فيها أطفال القرية وبعض التلاميذ القادمين من أجل طلب العلم، افتتحت المحظرة على يد مؤسس القرية الدهاه ولد اسلم.
المحظرة مجانية منذ تأسيسها ويعيش التلاميذ من نفقتها، وحتى أن المحظرة كانت تعطي لكل تلميذ هدية عند كل عطلة من العطلات الثلاثة في السنة (عطلة عيد الأضحى، وعيد الفطر وعيد المولد النبوي).